# Ohai

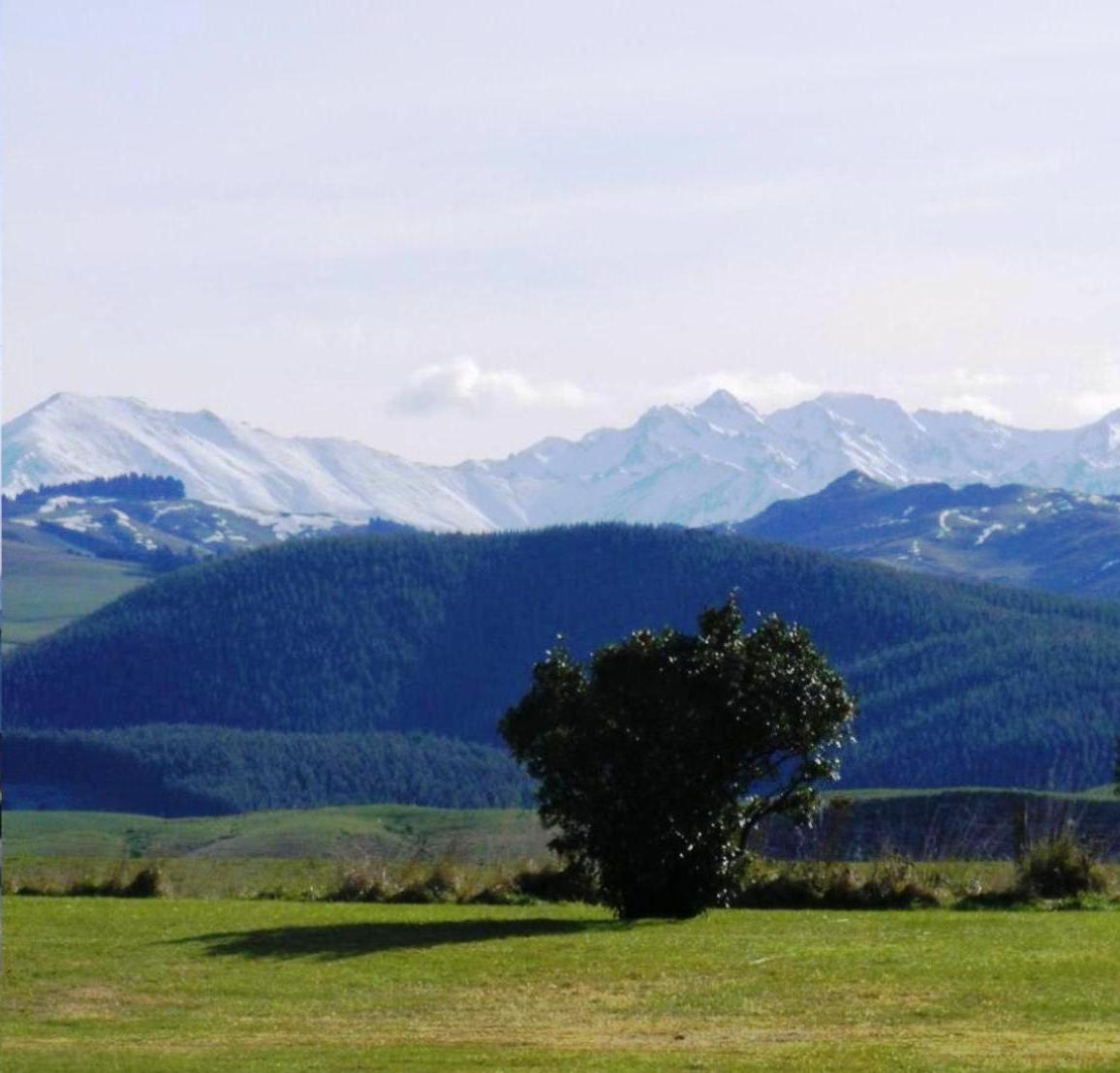
Vue des montagnes de Takitimu à partir de la route principale de la ville de Ohai

Ohаi est une ville de la région de Southland, située dans l’Île du Sud de la Nouvelle-Zélande.

## Situation
Elle est localisée à 65 kilomètres  au nord-ouest de la cité d’Invercargill et à 25 kilomètres  à l’ouest de la ville de Winton.

## Population
Le recensement de 2001 en Nouvelle-Zélande (en)) donnait une valeur de sa population de 399 habitants, en déclin de 22,2 % ou 114 personnes depuis celui de 1996  , .

## Toponymie
La signification littérale du nom de Ohаi n’est pas claire, mais sur un mur dans le centre de la ville, on peut lire "OHAI" et en courbe en dessous "Place of the Stone".
Le nom d’Ohai fut enregistré par ‘James Herries Beattie’ comme en usage dans la région dès les années 1840 .
Jusque dans les années 1958, le ruisseau nommé “Morley “ situé près de la ville était appelé officiellement “ Ohai Stream” sur les cartes du  District  de Wairio  , .
Il est souvent considéré que le nom était initialement en relation avec une carrière de pierres datant du temps des Maori, située à proximité et décrite par les membres de la ‘New Zealand Archaeological Association Schedule & Maps ‘et enregistrée comme un site Archéologique, Map 7, Page 271 .

## Histoire
Le centre-ville d’Ohai fut fondé en 1917 à la suite de la découverte de grandes quantités de charbon dans les environs.
Toutefois, dans les premiers temps, l’exploitation minière fut limitée par les faibles possibilités de transport par la route.
La production de charbon explosa dans les années 1925, quand la ‘Ohai Railway Board’ ouvrit une nouvelle ligne de chemin de fer reliant Wairio au ‘Ohai Railway District’. Cette ligne transportait aussi les ouvriers des mines entre la ville de Wairio et celle d'Ohai par un train de passager appelé ‘Piecart’. 
Dans l’objectif de fournir un transport adapté pour le marché du charbon à partir de cette zone, une ligne de chemin de fer privée constituant une extension de la ligne de la branche de Wario (en) du ‘New Zealand Railways Department (en) fut ouverte par le ‘Ohai Railway Board (en)’ en janvier 1925.
En 1934, cette ligne fut à nouveau étendue au-delà de Ohai vers la ville de Birchwood, mais le terminus fut ramené à Ohai au moment où la ligne fut incorporée dans le réseau national du chemin de fer en 1990. La ligne est maintenant appelée la ligne d’Ohai (“Ohai Line”) et est une des rares survivantes du réseau des branches rurales autrefois étendue.
Le ‘Ohai Railway Board Heritage Trust’, qui n’a aucune relation avec le “Ohai Railway Board”, fut impliqué dans la restauration de la locomotive à vapeur comprenant les machines de type classe P (en) et classe V (en) et de la constitution d’un musée du chemin de fer, qui fut installé, avant que l’association ne soit dissoute.

## Devenir
Les méthodes de mécanisation de l’exploitation minière dans les années 1980, amenèrent d’importants changements à Ohai (et dans la ville sœur proche de Nightcaps). 
De nombreuses familles associées depuis des générations avec l’exploitation minière durent alors quitter le secteur.
Mais dans la ville d’Ohai aujourd’hui encore, les activités sont partagées entre les mines et l’industrie, qui reste le plus gros employeur de la ville.
Dans la période récente, on a vu de nombreuses personnes venir dans le secteur de ‘Ohai/Nightcaps’ (dont beaucoup étaient originaires de l’Île du Nord), attirés par le style de vie rurale et les logements abordables.
La situation rurale de Ohai conduit en elle-même à de nombreuses activités d’extérieur. Ceci comprend la pèche et la chasse aux canards du fait de la proximité immédiate des rivières et des canardières, qui en font une activité locale populaire .
Ohai est le terminus de la route State Highway 96 (en), qui circule à partir de la ville de  Mataura via Hedgehope et la ville de Winton.
L’école primaire ferma en 2003 et les élèves doivent maintenant suivre les cours de l’école proche de Nightcaps.
Des courts de tennis, un terrain de golf et des zones de loisirs sont localisés dans la ville.
La piscine :Takitimu District Pool  est large de 33 mètres, chauffée et couverte siège dans la ville d’Ohai.
Elle est ouverte pour l’utilisation durant les heures de jour à partir d’environ la fin octobre et jusqu’en mars.
Des portes coulissantes permettent à la zone du bassin d’être ouverte sur le jardin à l’extérieur. 
Les sessions du public sont disponibles un certain temps, essentiellement l’après midi durant la saison.
Une fois par semaine durant des sessions les bouées gonflables sont utilisables dans le bassin. 
Alternativement des clés par familles ou individuelles peuvent être achetées pour la saison, donnant aux utilisateurs l’usage illimité durant les heures de jour.
Le charbon local, fourni par la société Solid Energy, permet de chauffer la piscine. 
De nombreux volontaires donnent de leur temps pour aider à maintenir et à gérer l’installation  .

## Avenir du charbon
Parmi les conséquences de la fermeture de la mine, de nombreux résidents envisagent l’établissement d’un lac de loisir, qui serait relié avec le ruisseau local riche en truites et la construction d’un chemin de randonnée autour de Morley streams et du lac proposé.
Un exemple de réhabilitation de la mine de charbon avec une communauté identique utilisant ce concept peut être trouvé sur le lien Glyncorrwg South Wales United Kingdom  , .
Une compagnie de pétrole importante nommée L&M Energy termine avec succès l’étape finale de son programme de forage pour la production de gaz de charbon dans la banlieue de la ville. 
Si le projet de production de gaz de charbon de Ohai est capable de convertir ces réserves existantes de gaz 3P en réserve de 2P pour le développement, cela pourrait être le plus grand projet de gaz on shore en Nouvelle-Zélande, créant une croissance et une opportunité pour cette ville.
Le charbon sera néanmoins extrait par mine à nouveau en petite quantité, en commençant au milieu de l’année 2012.
Threat of Mine Subsidence

Carte montrant l’étendue de la mine souterraine dans le secteur de Ohai

Durant l’année 2012, il y eut quelques inquiétudes de la part de certains résidents sur les risques persistants liés à la mine au niveau de la ville de ‘Ohai’, du fait que plusieurs anciens tunnels de mine sont sous la partie nord du centre-ville, datant d’avant la Première Guerre mondiale, et en particulier de l’ancien 'puits de Wairaki 3.
En juillet 2012, un homme a appelé le Conseil en prétendant que son système de drainage était affecté par des effondrements, mais un ingénieur a conclu que ce n’était pas le cas  .
La société Solid Energy a dit au Conseil que le risque d’affaissement à partir des travaux de l’ancienne mine de Wairaki 3, qui s’étend vers le côté nord de la ville, était "très minime", dans la mesure où la subsidence normalement survient dans les quelques premières années, mais qu’ils allaient continuer à travailler ensemble pour examiner ce risque.
Après qu’une étude non publiée de 2 km de tuyaux fut terminée, le chef exécutif du Conseil : Dave Adamson en a conclu que les travaux de surveillance n’avaient mis en évidence aucune zone qui pouvait causer des inquiétudes significatives dans l’immédiat.
"Maintenant que nous avons de bonnes informations sur les conditions des canalisations, cela nous permet de mieux planifier à plus long terme.
Il est nécessaire d’être clair sur le but de la surveillance, qui était de déterminer les conditions et le reste de vie de ces tuyauteries, mais pas de prouver ni d’écarter l’existence de phénomènes de subsidence ou l’existence d’un problème".
Toutefois, aucun processus de subsidence n’a pu être objectivé durant la période de surveillance par la caméra mise en place, dit Mr Adamson.
Le président de l’Ohai CDA, John Hogg a dit qu’il n’avait pas entendu parler de maison ou de jardin qui se soient affaissés dans la ville. 
Le chef exécutif du Conseil Dave Adamson dit qu’il avait demandé à l’équipe de regarder ce problème, mais de nombreuses villes minières anciennes en Nouvelle-Zélande avaient aussi des tunnels en dessous d’elles.
"Aussi loin que je sache, nous n’avons aucun rapport direct de problème de subsidence à cette date" dit-il. 
Toutefois, rendre publics les problèmes potentiels de subsidence n’était pas le bienvenu pour certains dans le secteur d’Ohai. 
Un membre du CDA qui a démissionné, dit qu’il n’était pas satisfait qu’un autre membre du CDA soit allé voir le Southland Times , journal régional , .